# Dụ ngôn Lúa mì và cỏ lùng
Dụ ngôn Lúa mì và Cỏ lùng được ký thuật trong Phúc âm Mátthêu và trong thứ kinh Phúc âm Toma. Trong dụ ngôn này, Chúa Giê-su nói đến ngày tái lâm của Con người, khi ấy các thiên sứ sẽ tách biệt kẻ gian ác (cỏ lùng) ra khỏi người công chính (lúa mì), và những kẻ gian ác sẽ bị dành cho sự hủy diệt.
Dụ ngôn này phù hợp với chủ đề của Mátthêu về sự phân biệt giữa kẻ ác và người lành cũng như về sự phán xét tối hậu.
"Cỏ lùng" trong nguyên ngữ Hi văn là ζιζάνια (zizania), là danh từ số nhiều của ζιζάνιον (zizanion), nghĩa là cỏ lùng (còn gọi là cỏ lồng vực - một loại cỏ thường mọc lẫn lộn với lúa).

## Nội dung
| “                                                                      | Đức Giê-su trình bày cho dân chúng nghe một dụ ngôn khác: "Nước Trời ví như chuyện người kia gieo giống tốt trong ruộng mình. Khi mọi người đang ngủ, thì kẻ thù của ông đến gieo thêm cỏ lùng vào giữa lúa, rồi đi mất. Khi lúa mọc lên và trổ bông, thì cỏ lùng cũng xuất hiện. Đầy tớ mới đến thưa chủ nhà rằng: "Thưa ông, không phải ông đã gieo giống tốt trong ruộng ông sao? Thế thì cỏ lùng ở đâu mà ra vậy?". Ông đáp: "Kẻ thù đã làm đó!". Đầy tớ nói: "Vậy ông có muốn chúng tôi ra đi gom lại không?". Ông đáp: "Đừng, sợ rằng khi gom cỏ lùng, các anh làm bật luôn rễ lúa. Cứ để cả hai cùng lớn lên cho tới mùa gặt. Đến ngày mùa, tôi sẽ bảo thợ gặt: hãy gom cỏ lùng lại, bó thành bó mà đốt đi, còn lúa, thì hãy thu vào kho lẫm cho tôi". | ” |
| — Mátthêu 13:24-30, Bản dịch của Nhóm Phiên dịch Các giờ kinh Phụng vụ | |   |

Phần sau của chương 13 đưa ra lời giải thích:
| “                                                                      | Bấy giờ, Đức Giê-su bỏ đám đông mà về nhà. Các môn đệ lại gần Người và thưa rằng: "Xin Thầy giải nghĩa dụ ngôn cỏ lùng trong ruộng cho chúng con nghe". Người đáp: "Kẻ gieo hạt giống tốt là Con người. Ruộng là thế gian. Hạt giống tốt, đó là con cái Nước Trời. Cỏ lùng là con cái Ác Thần. Kẻ thù đã gieo cỏ lùng là ma quỷ. Mùa gặt là ngày tận thế. Thợ gặt là các thiên thần. Vậy, như người ta nhặt cỏ lùng rồi lấy lửa đốt đi thế nào, thì đến ngày tận thế cũng sẽ xảy ra như vậy. Con người sẽ sai các thiên thần của Người tập trung mọi kẻ làm gương mù gương xấu và mọi kẻ làm điều gian ác, mà tống ra khỏi Nước của Người, rồi quăng chúng vào lò lửa; ở đó, chúng sẽ phải khóc lóc nghiến răng. Bấy giờ người công chính sẽ chói lọi như mặt trời, trong Nước của Cha họ. Ai có tai thì nghe". | ” |
| — Mátthêu 13:36-43, Bản dịch của Nhóm Phiên dịch Các giờ kinh Phụng vụ | |   |

## Luận giải
Ý nghĩa của dụ ngôn này là không đơn giản: Dụ ngôn không được trình bày với mục đích kêu gọi con người ăn năn hầu có thể tránh khỏi hỏa ngục mà hưởng nước thiên đàng, nhưng được dùng để miêu tả sự nhẫn nại của Thiên Chúa đối với lòng vô tín của thế gian. Dụ ngôn cũng là câu chuyện giàu hình ảnh thể hiện sâu sắc tình trạng đạo đức giả trong vòng hội thánh. Cỏ lùng và lúa mì trông rất giống nhau, và khi cỏ lùng mọc lên lẫn lộn giữa lúa mì thì sự phân biệt bằng mắt thường càng khó khăn hơn. Vì những lý do khác nhau, nhiều người không thực sự chấp nhận đức tin Cơ Đốc nhưng khoác lên mình chiếc áo đạo đức và hoạt động tích cực trong hội thánh. Dù khéo léo ẩn mình trong lớp vỏ công chính, hành vi và thái độ của họ cũng sẽ chỉ ra rằng họ không phải là những tín hữu chân chính.
Tuy nhiên, Thiên Chúa luôn luôn nhẫn nại trong sự phán xét. Giống người chủ trong dụ ngôn không muốn tôi tớ của mình do lẫn lộn mà nhổ cả lúa mì, Chúa Giê-su nhắc nhở các môn đệ chớ vội vàng phán xét mà săn đuổi những kẻ giả hình trong hội thánh.
Song, điều này không ngăn cấm hội thánh trục xuất những người công khai xúc phạm luật pháp của Thiên Chúa, như trong trường hợp người đàn ông phạm tội loạn luận được nhắc đến trong Thư Cô-rin-tô 1.
Từ một góc nhìn khác, dụ ngôn Lúa mì và Cỏ lùng cũng có thể được hiểu như là một cách giải thích lịch sử thế giới. Thế giới là cánh đồng mà hạt giống tốt đã được gieo. Thế giới là sự sáng tạo của Thiên Chúa, và mọi điều tay ngài làm đều là trọn lành và tốt đẹp. Nhưng kẻ ác đã đến và gieo hạt giống xấu – dẫn dụ con người sa vào tội lỗi. Tình trạng của thế giới hiện nay là vẫn còn đó những hạt giống tốt – những người quay trở lại để chấp nhận ân điển của Thiên Chúa – và những hạt giống xấu – những người khước từ tình yêu của Thiên Chúa và tiếp tục chống nghịch ngài. Lý do khiến Thiên Chúa không chịu hủy diệt những kẻ phản loạn này là vì sự hiện hữu của những người chấp nhận sự cứu rỗi của ngài, bởi vì những người này có thể bị tổn hại nếu mùa gặt đến sớm. Tuy nhiên, ngày phán xét rồi sẽ đến, khi người thiện kẻ ác được phân biệt rạch ròi – người công chính sẽ được tập hợp lại để hưởng sự sống đời đời và kẻ ác sẽ bị diệt vong.
Những tín hữu Kitô hữu chống đối án tử hình cũng thường dùng dụ ngôn này để hậu thuẫn luận cứ cho rằng Chúa Giê-su không muốn chúng ta xử tử bất kỳ ai, bởi vì làm như vậy là khước từ họ cơ hội chấp nhận ân điển của Thiên Chúa và sớm đẩy họ vào hỏa ngục.